# Quiosco de los Azulejos
El Quiosco de Azulejos es un pabellón situado dentro de los muros exteriores del palacio de Topkapi y data de 1472, como se muestra en la inscripción de azulejos sobre la entrada principal.  Fue construido por el sultán otomano Mehmed II como palacio de recreo o quiosco. Está situado en la parte más exterior del palacio, junto al parque Gülhane. También se le llamó Kiosco Glaseado (Sırça Köşk).
Fue utilizado como Museo Imperial entre 1875 y 1891. En 1953, se abrió al público como Museo de Arte Turco e Islámico, y posteriormente se incorporó al Museo Arqueológico de Estambul, albergando el Museo de Arte Islámico. El pabellón contiene numerosos ejemplos de azulejos de İznik y cerámica selyúcida.

## Arquitectura
El edificio tiene planta de cruz griega y dos plantas, aunque al estar situado sobre una rampa, desde la entrada principal solo es visible una de las plantas. Los ladrillos vidriados del exterior muestran una influencia de Asia Central, especialmente de la mezquita Bibi-Khanym en Samarcanda. La planta cuadrada y axial representa los cuatro ángulos del mundo y simboliza, en términos arquitectónicos, la autoridad universal y la soberanía del sultán. Como no hay influencia bizantina, el edificio se atribuye a un arquitecto persa desconocido. El ladrillo con marco de piedra y los pilares poligonales de la fachada son típicos de Persia. Una puerta enrejada conduce al sótano. Dos tramos de escaleras por encima de esta puerta conducen a una terraza cubierta con columnas. Este pórtico fue reconstruido en el siglo XVIII. La gran puerta del medio, rodeada por un arco de azulejos verdes, conduce al vestíbulo y luego a un patio con una elevada cúpula. Los tres aposentos reales están situados detrás, siendo el aposento central de forma absidal.
Estos apartamentos tienen vistas al parque y al Bósforo. La red de bóvedas de crucería sugiere una arquitectura neogótica, pero en realidad añade peso a la estructura en lugar de sostenerla. Los azulejos azules y blancos de la pared están dispuestos en hexágonos y triángulos al estilo de Bursa. Algunas muestran patrones delicados de flores, hojas, nubes u otras formas abstractas. El yeso blanco es de estilo persa. En ambas alas del patio abovedado hay eyvans, huecos abovedados abiertos en un lado.

## Galería

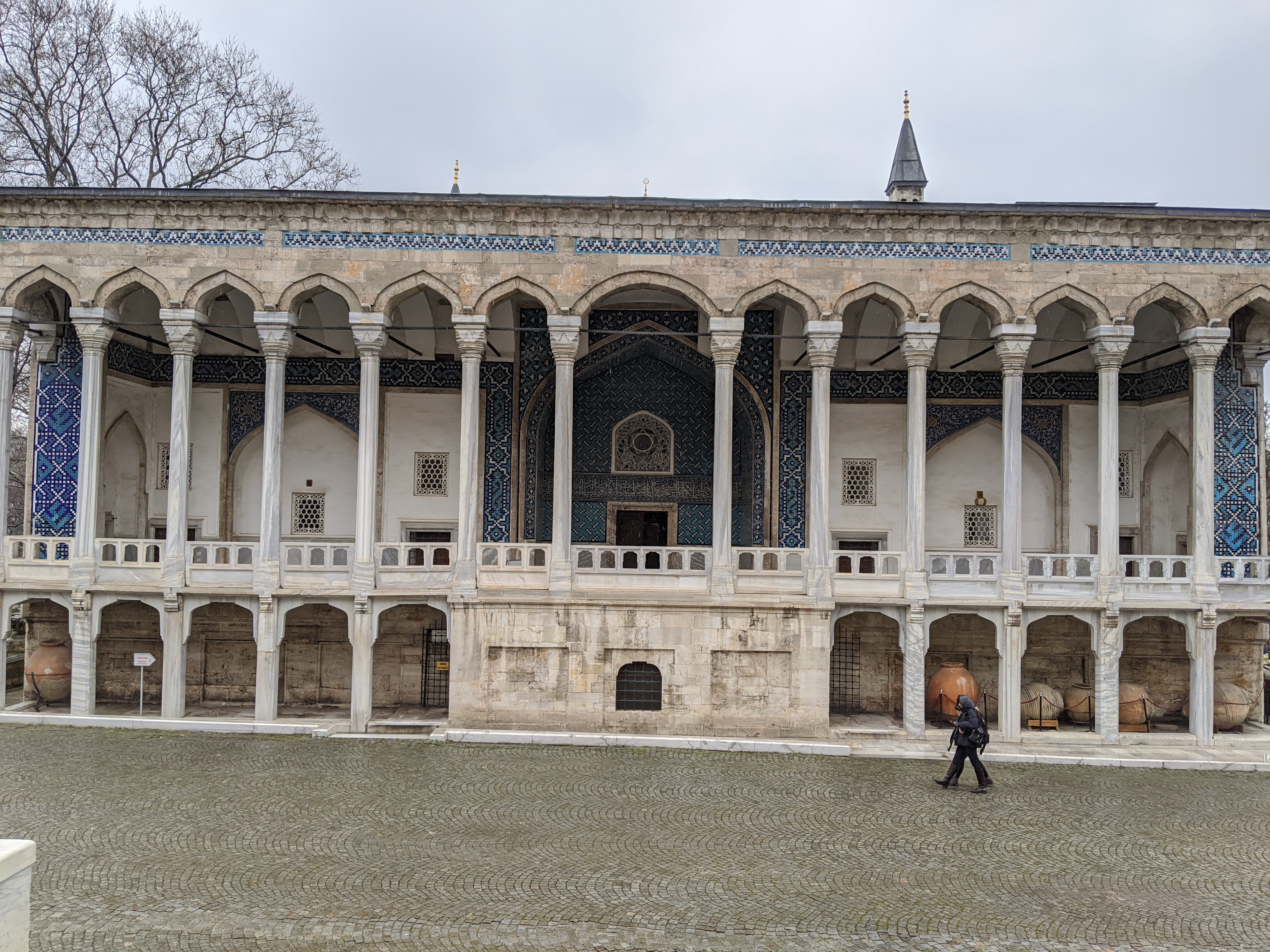
Entrada del quiosco de azulejos
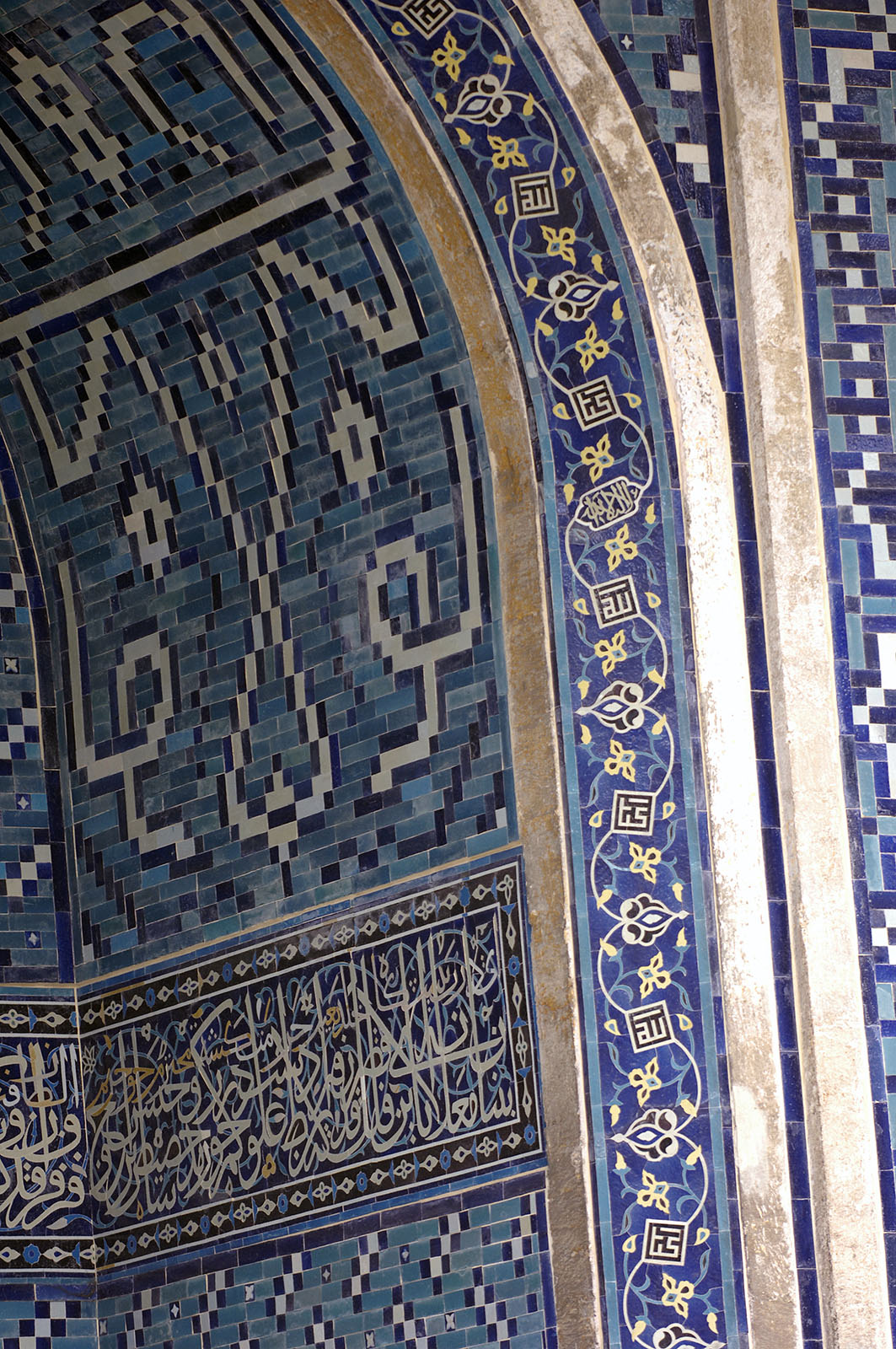
Detalle de la entrada del quiosco de azulejos
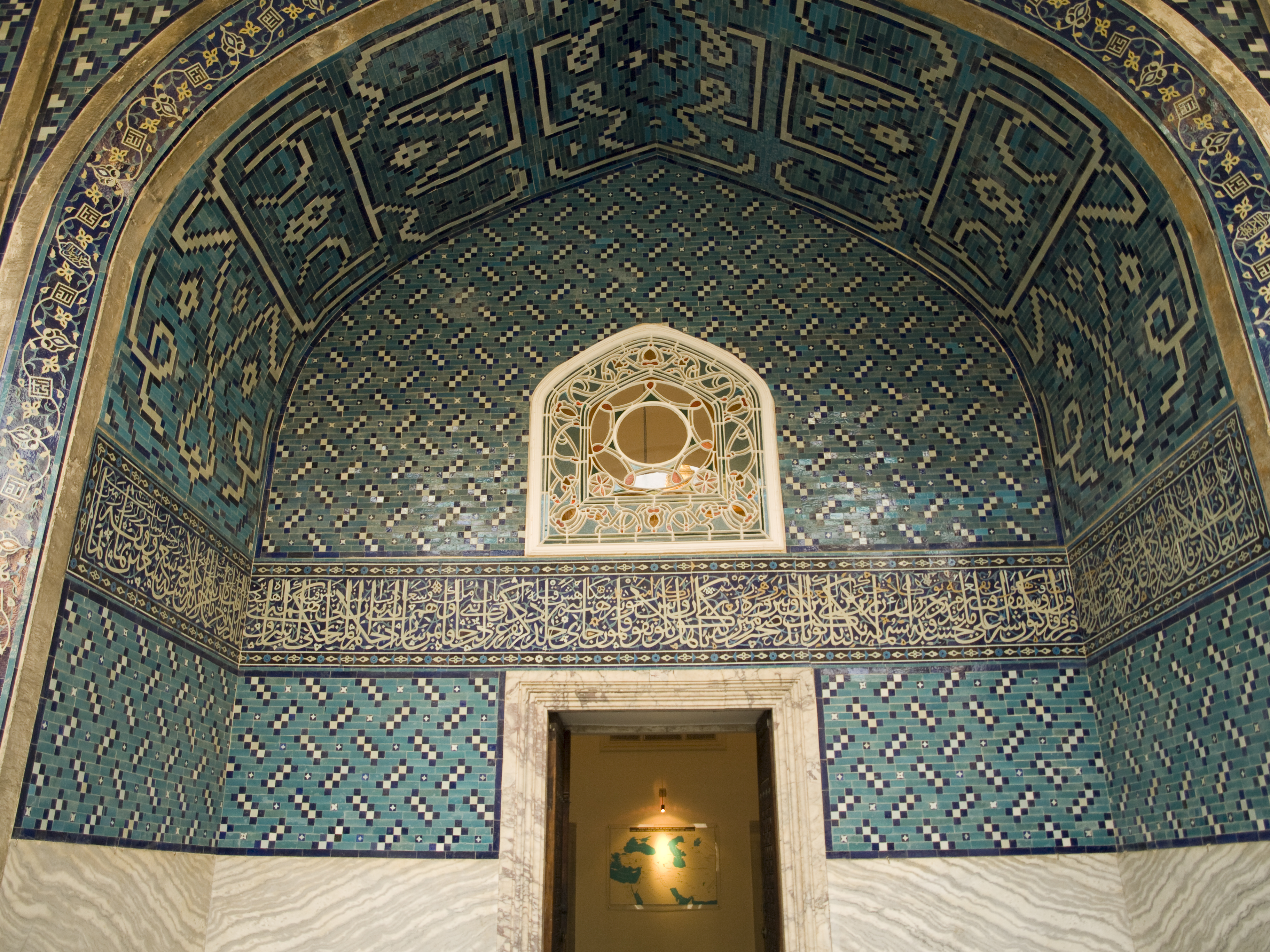
Detalle de la entrada del quiosco de azulejos
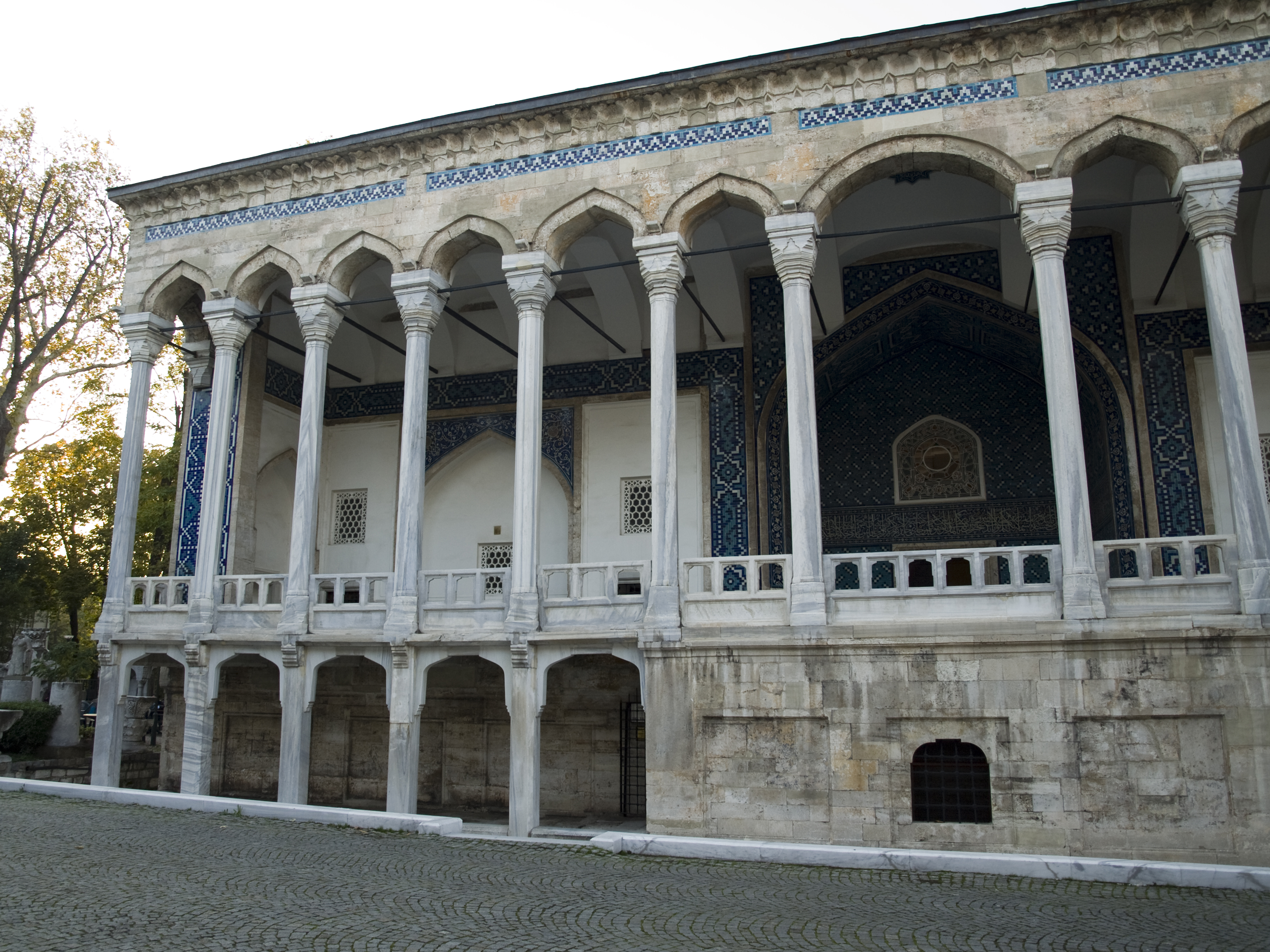
Detalle de la entrada del quiosco de azulejos
Detalle de la entrada del quiosco de azulejos
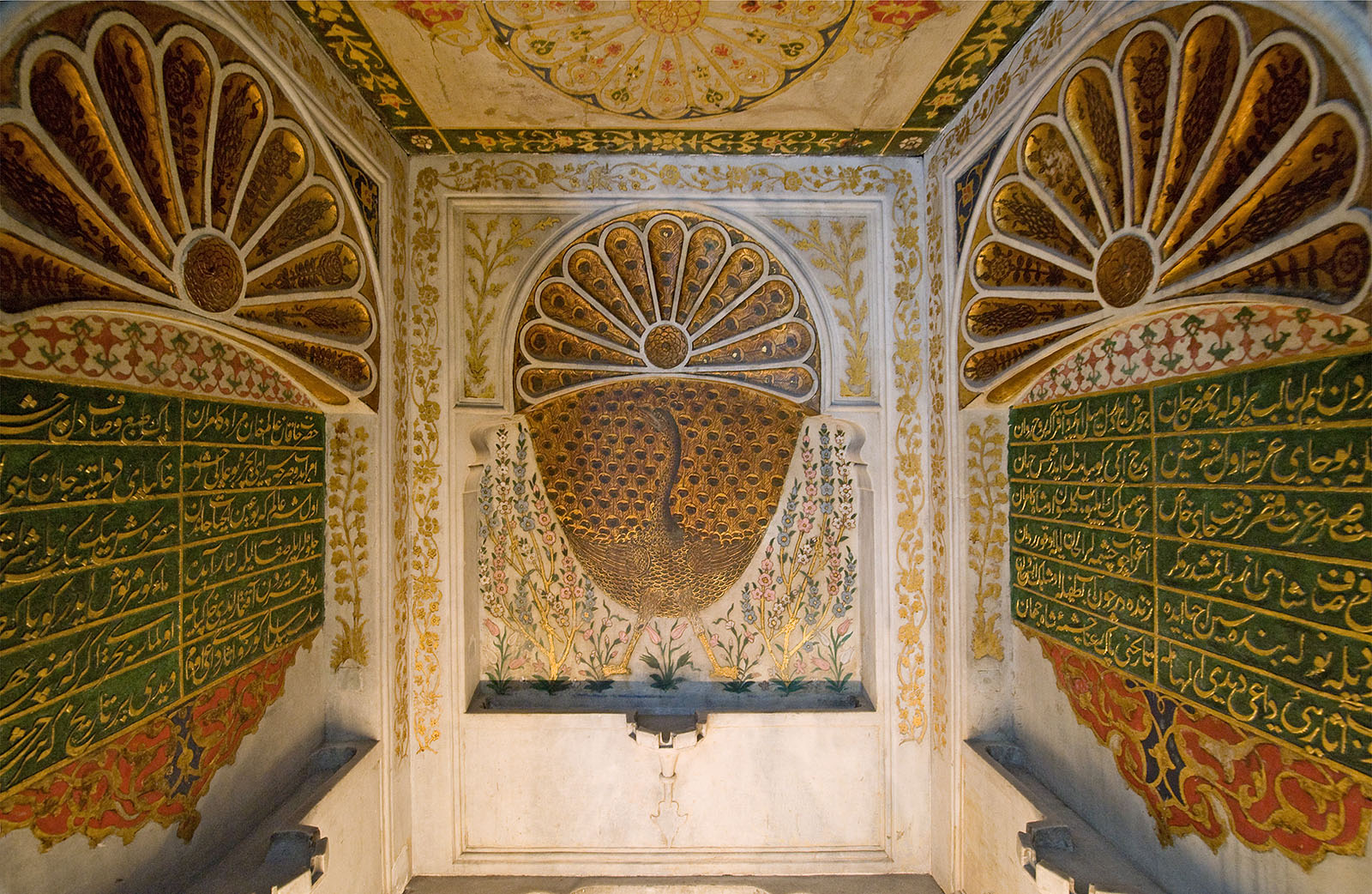
Fuente de quiosco de azulejos
Plato de cerámica monocromática de Iznik
Plato de cerámica monocromática de Iznik
Plato de cerámica monocromática de Iznik
Lámpara de mezquita de cerámica monocromática de Iznik
Lámpara de mezquita de cerámica monocromática de Iznik
Lámpara de mezquita de cerámica monocromática de Iznik
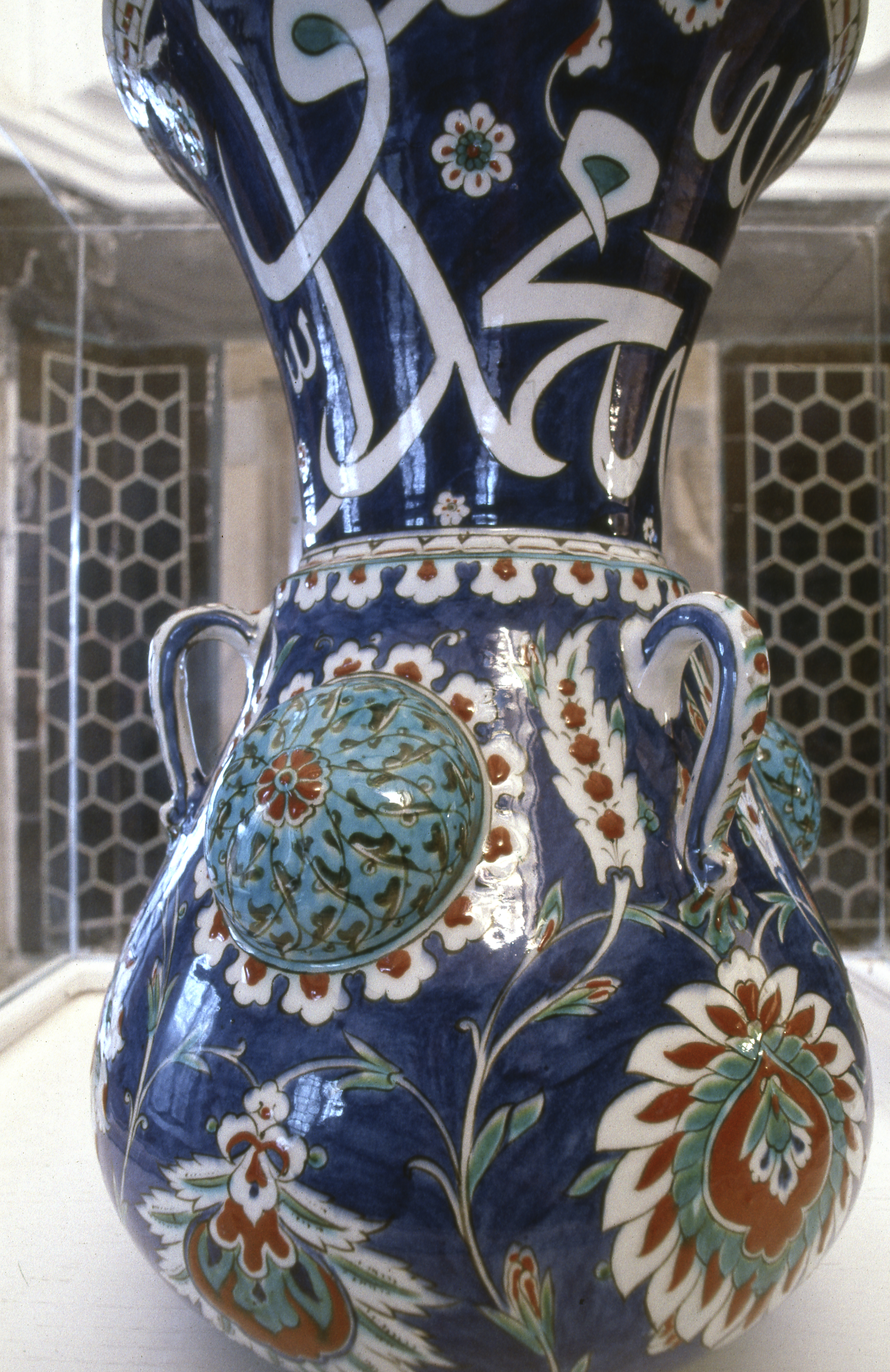
Lámpara de mezquita policromada
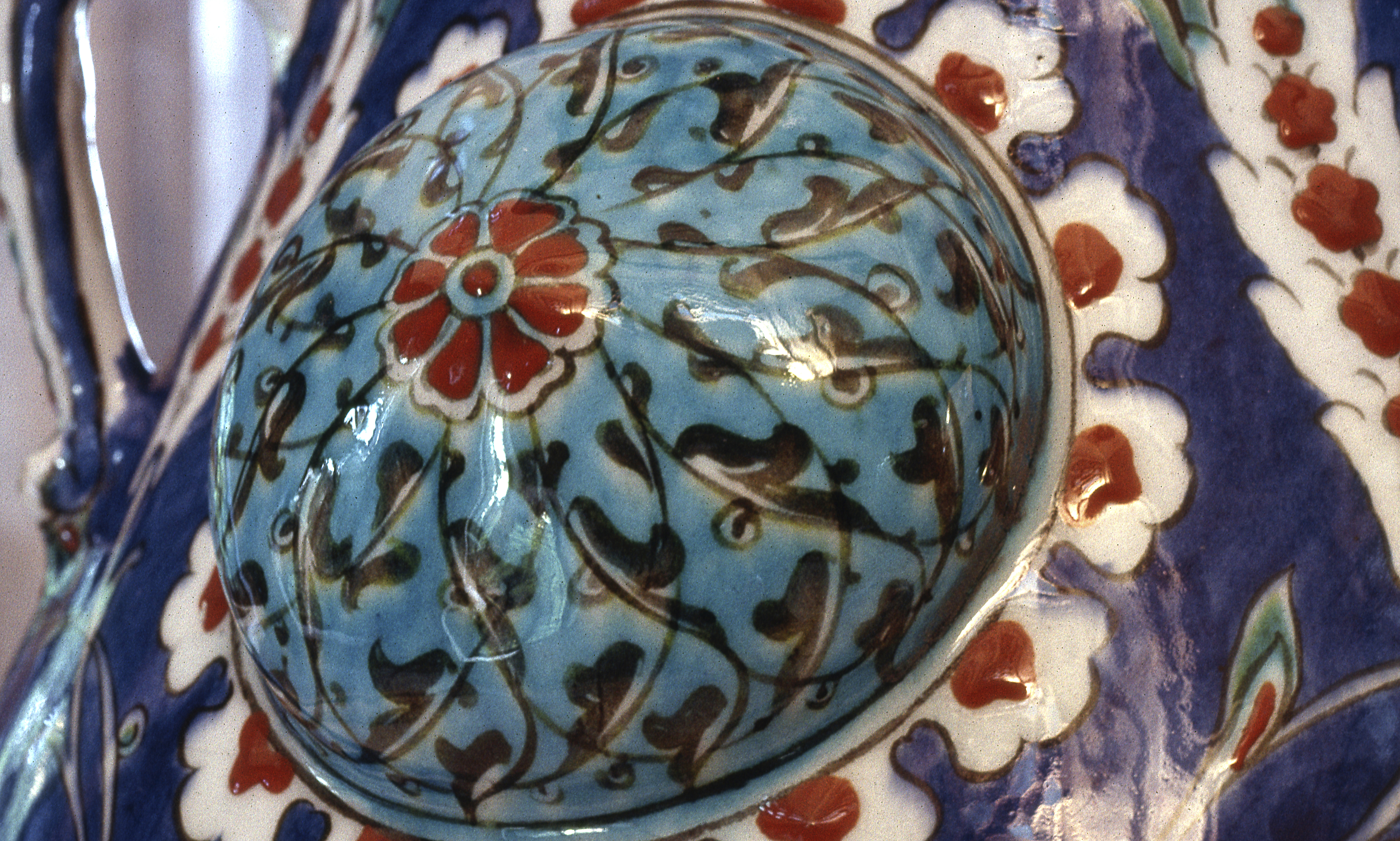
Lámpara de mezquita policromada
Plato de Iznik policromado
Azulejo policromado
Azulejo de Iznik policromado
Azulejo de Iznik policromado
Cerámica de Iznik policromada
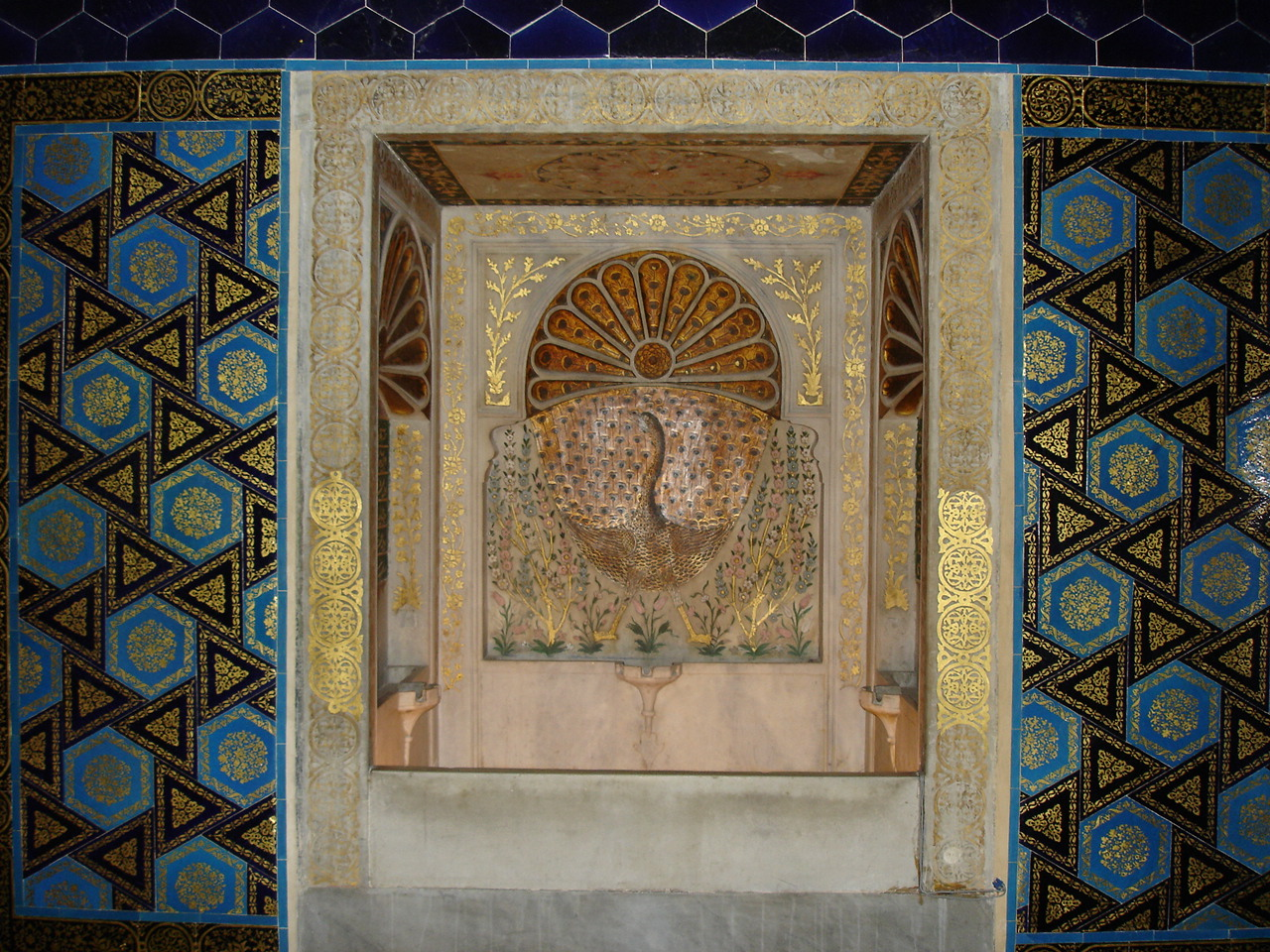
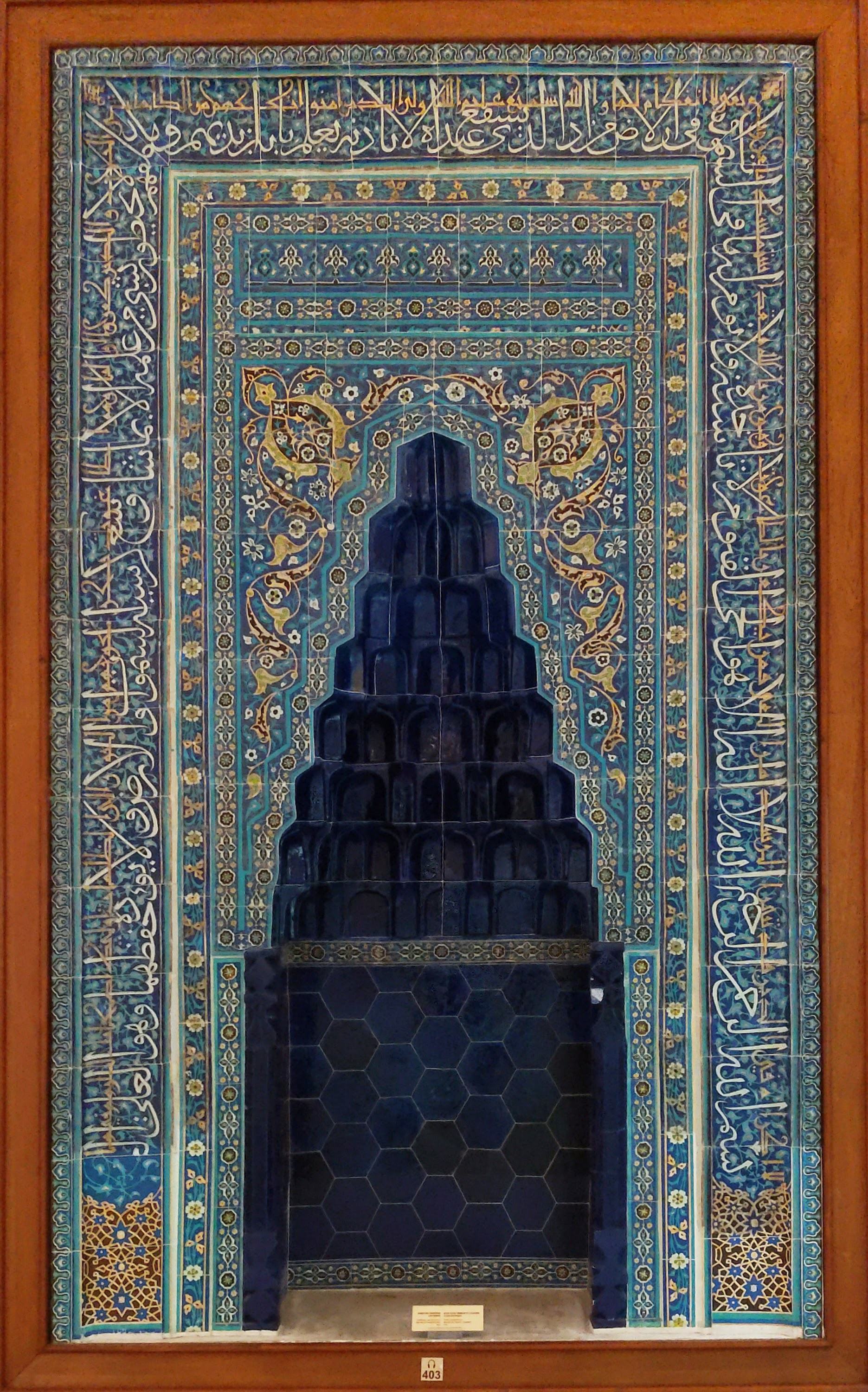
Mihrab del quiosco de azulejos
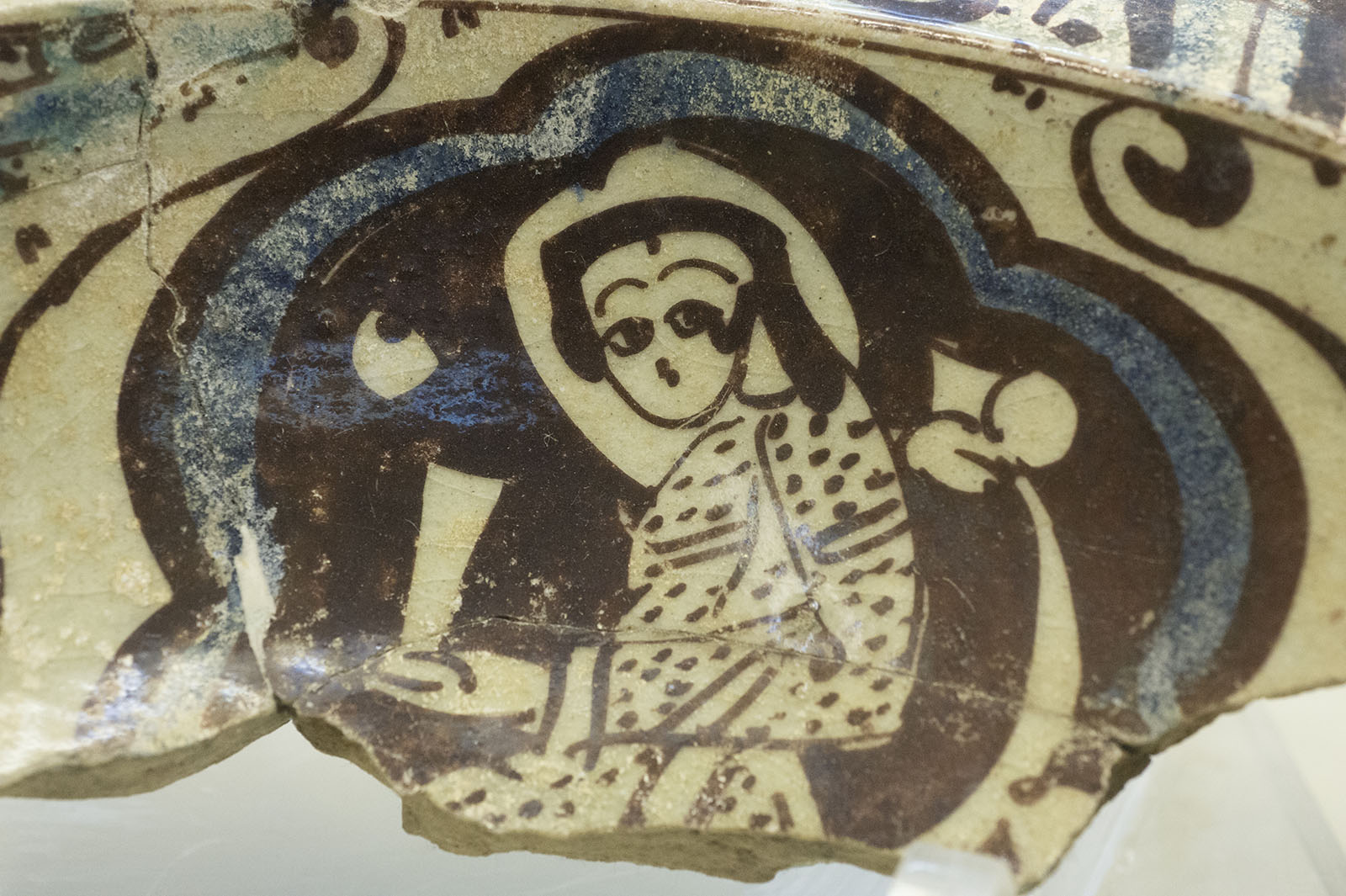
Detalle del quiosco de azulejos
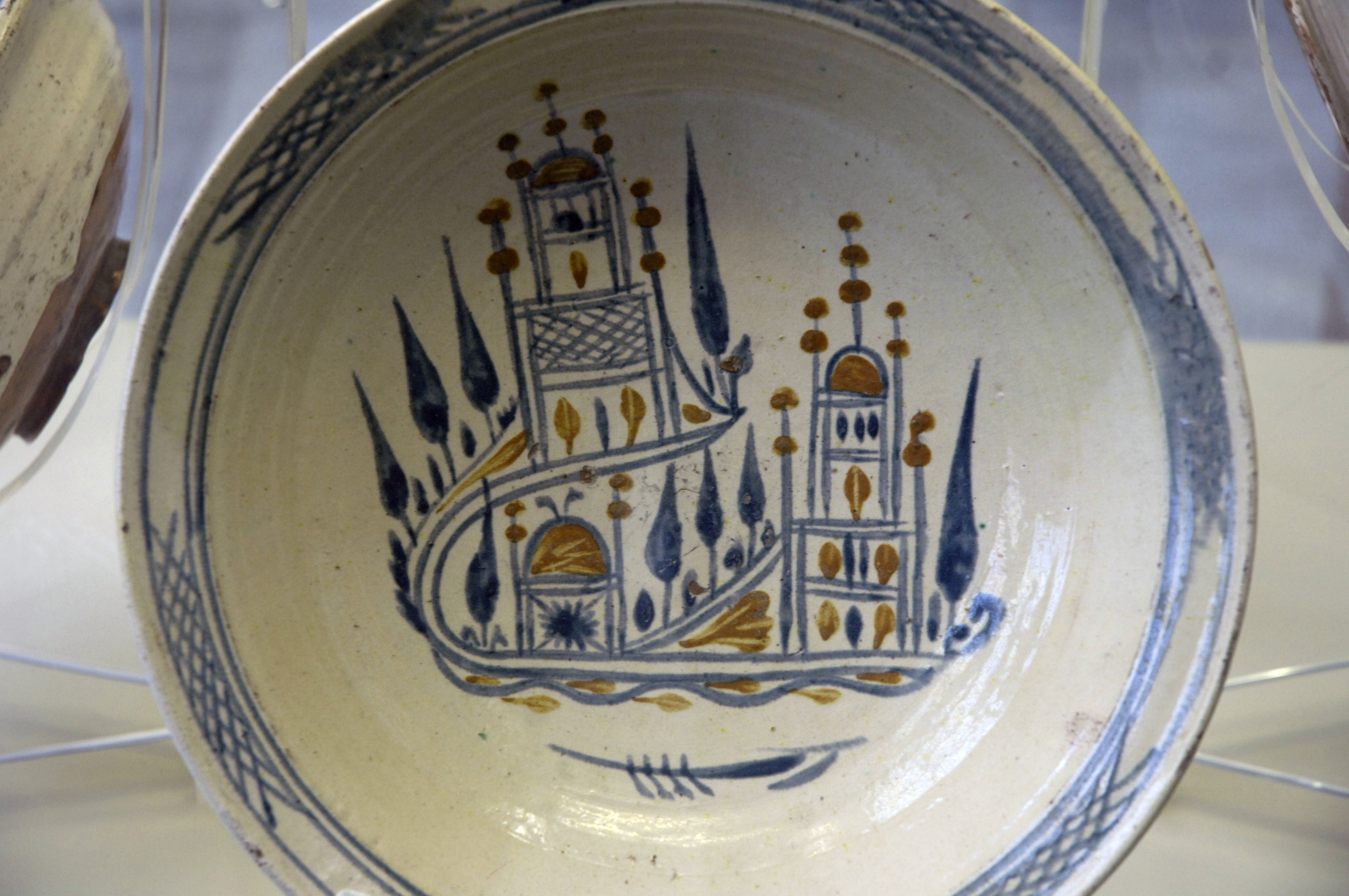
Quiosco de azulejos de Çanakkale
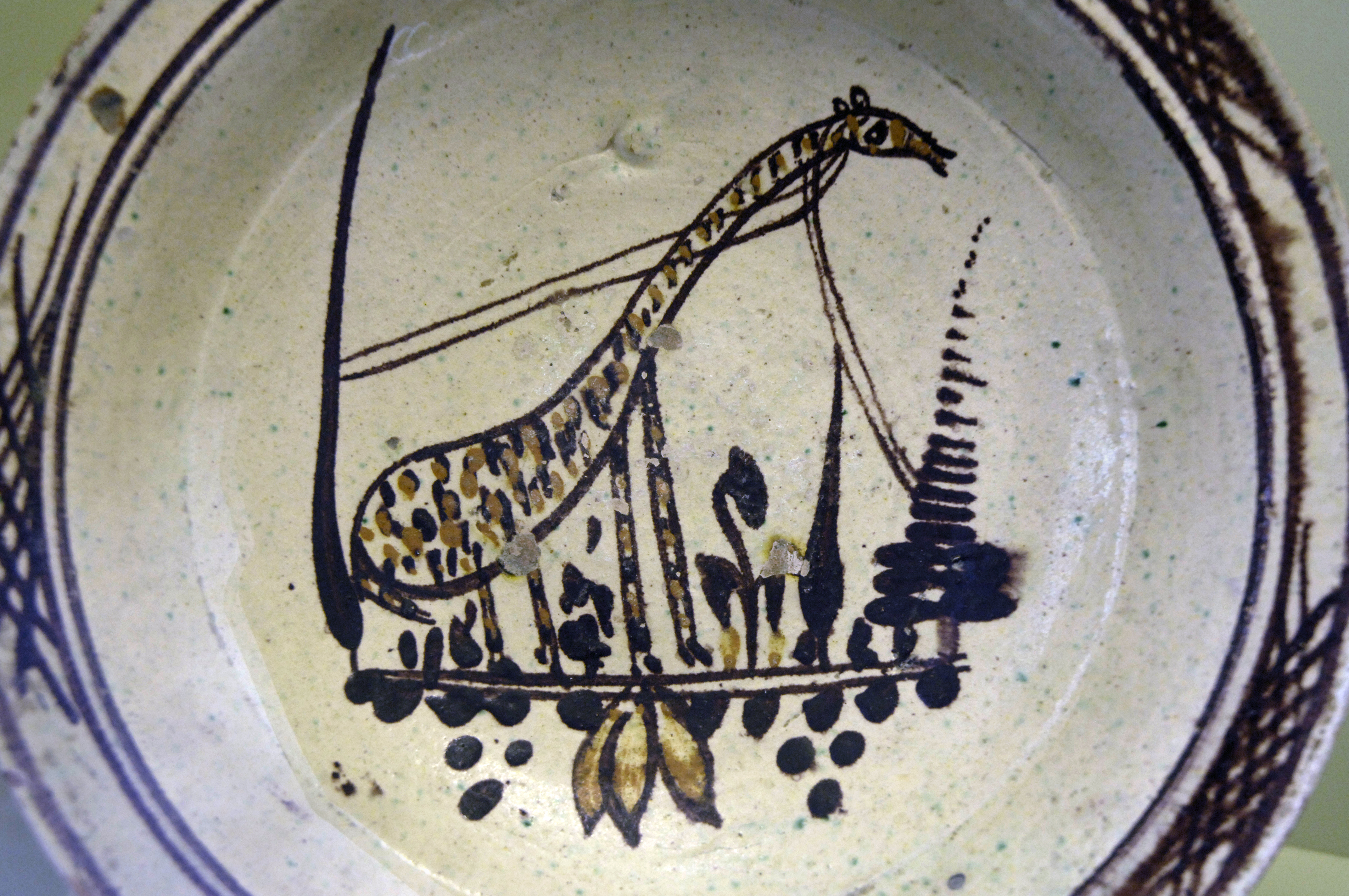
Quiosco de azulejos de Çanakkale

## Horario
El museo está cerrado los lunes. El horario de apertura es de 9:00 a 17:00 horas.

## Literatura
- Señor Banister Fletcher. Una historia de la arquitectura. Boston: Butterworths, 1987. ISBN 0-408-01587-X. NA200. F63 1987. discusión p611
- Juan Julio Norwich, ed. Gran Arquitectura del Mundo. Nueva York: Random House, 1975. ISBN 0-394-49887-9. NA200. G76. discusión, foto de fachada, p140.
- Juan D. Hoag. Arquitectura islámica. Nueva York: Harry N. Abrams, 1977. ISBN 0-8109-1010-1. LC 76-41805. NA380. H58. dibujo del plano, fig427, p324. Goodwin, 1971.